# Phyllophaga collaris
Phyllophaga collaris är en skalbaggsart som beskrevs av Moser 1921. Phyllophaga collaris ingår i släktet Phyllophaga och familjen Melolonthidae. Inga underarter finns listade i Catalogue of Life.